# Division II i ishockey 1959/1960
Division II i ishockey 1959/1960 var näst högsta divisionen i svensk ishockey under säsongen och spelades med 64 lag i åtta grupper precis som förra säsongen. Alla grupper hade nu åtta lag vardera och segraren i varje grupp gick vidare till kval för Allsvenskan. De två sämsta lagen i varje grupp flyttades ner till Division III.

## Nya lag
- Division II Norra A: Jörns IF och Kiruna AIF från division III samt Vindelns IF från grupp Norra B.
- Division II Norra B: Alfredshems IK (Örnsköldsvik) från Allsvenskan samt Heffners IF (Sundsvall) och Sollefteå IK från division III.
- Division II Östra A: Mora IK från Allsvenskan samt IK Warpen (Bollnäs) och IK Huge (Gävle) från division III.
- Division II Östra B: AIK (Solna) från Allsvenskan, Saltsjöbadens IF från Västra A samt Essinge IK (Stockholm), Skuru IK (Nacka) och Stocksunds IF (Danderyd) från division III.
- Division II Västra A: Brynäs IF (Gävle) från Östra A, Almtuna IS (Uppsala) och Norrtälje IK från Östra B samt Karlskoga IF och SK Servia (Uppsala) från division III.
- Division II Västra B: Mariestads CK och SK Sifhälla (Säffle) från division III.
- Division II Södra A: Nyköpings SK och Västervik AIS från division III.
- Division II Södra B: Malmö FF från Allsvenskan samt Östers IF (Växjö) och Norrahammar GoIS från Division III.[1][2]

## Division II Norra
Grupp A
Inför säsongen fanns det förhoppningar i Norrbotten att något av deras lag (fr.a. Boden) skulle ta platsen till kvalet, men Skellefteå IF ville annorlunda. De började serien med att flyga till Kiruna och besegra både IFK Kiruna och Kiruna AIF. Det blev början på en tolv matcher lång segerrad och vann serien med sju poängs marginal vilket var nytt rekord i grupp Norra A. Gruppen har därmed varje år sedan den bildades säsongen 1954/55 vunnits av ett Skelleftelag. I slutet av serien passerade även Clemensnäs Boden som fick nöja sig med en tredjeplats. Sist placerade sig Jörn och Vindeln som flyttas ner till division III nästa säsong.

| Nr | Lag           | S  | V  | O | F  | GM | IM  | MS  | P  |
| -- | ------------- | -- | -- | - | -- | -- | --- | --- | -- |
| 1  | Skellefteå IF | 14 | 13 | 1 | 0  | 89 | 24  | +65 | 27 |
| 2  | Clemensnäs IF | 14 | 9  | 2 | 3  | 66 | 36  | +30 | 20 |
| 3  | Bodens BK     | 14 | 9  | 0 | 5  | 82 | 58  | +24 | 18 |
| 4  | IFK Kiruna    | 14 | 8  | 0 | 6  | 64 | 65  | −1  | 16 |
| 5  | Kiruna AIF    | 14 | 6  | 0 | 8  | 50 | 58  | −8  | 12 |
| 6  | IFK Luleå     | 14 | 4  | 1 | 9  | 66 | 88  | −22 | 9  |
| 7  | Vindelns IF   | 14 | 3  | 0 | 11 | 41 | 70  | −29 | 6  |
| 8  | Jörns IF      | 14 | 1  | 2 | 11 | 50 | 109 | −59 | 4  |

Grupp B
Örnsköldsvikslaget Alfredshem var före säsongsstart favoriter till seriesegen, dels för att de precis flyttats ner från Allsvenskan, dels för att de hade tillgång till konstfrusen bana. Redan i seriepremiären vann Alfredshem med 7–0 mot Umeå och därefter tappade man bara ett enda poäng innan serien var färdigspelad. Andraplatsen gick till Nyland som var det enda laget som tagit poäng av seriesegrarna. Umeå, som placerade sig trea, ställde till med skandal i sista omgången. Laget hade åtta sjuka spelare i förkylning samt en skadad och bestämde sig därför att på eget bevåg ställa in matchen mot Alfredshem som ändå inte kunde påverka lagens placeringar. Förbundet godtog inte det beslutet utan dömde seger till Alfredshem på walk over medan Umeå fick en varning, men slapp undan diskvalificering och nedflyttning.
| Nr | Lag                | S  | V  | O | F  | GM  | IM | MS  | P  |
| -- | ------------------ | -- | -- | - | -- | --- | -- | --- | -- |
| 1  | Alfredshems IK     | 14 | 13 | 1 | 0  | 107 | 18 | +89 | 27 |
| 2  | IFK Nyland         | 14 | 11 | 2 | 1  | 85  | 23 | +62 | 24 |
| 3  | IFK Umeå           | 14 | 9  | 1 | 4  | 76  | 38 | +38 | 19 |
| 4  | Heffners IF        | 14 | 6  | 0 | 8  | 63  | 71 | −8  | 12 |
| 5  | Sollefteå IK       | 14 | 5  | 0 | 9  | 67  | 94 | −27 | 10 |
| 6  | IF Älgarna         | 14 | 5  | 0 | 9  | 33  | 86 | −53 | 10 |
| 7  | Ytterån/Waplans SK | 14 | 3  | 3 | 8  | 33  | 52 | −19 | 9  |
| 8  | Järveds IF         | 14 | 0  | 1 | 13 | 17  | 99 | −82 | 1  |

## Division II Östra
Grupp A
Mora var gruppens förhandsfavoriter och de motsvarade förväntningarna även om nykomlingarna Warpen från Bollnäs gjorde överraskande starkt motstånd. Huge och Ljusne placerade sig sist och flyttades ner till division III.
| Nr | Lag                | S  | V  | O | F  | GM  | IM | MS  | P  |
| -- | ------------------ | -- | -- | - | -- | --- | -- | --- | -- |
| 1  | Mora IK            | 14 | 11 | 2 | 1  | 101 | 43 | +58 | 24 |
| 2  | IK Warpen          | 14 | 10 | 0 | 4  | 81  | 58 | +23 | 20 |
| 3  | Ludvika FfI        | 14 | 8  | 1 | 5  | 55  | 49 | +6  | 17 |
| 4  | Sandvikens IF      | 14 | 7  | 2 | 5  | 61  | 61 | 0   | 16 |
| 5  | Morgårdshammars IF | 14 | 6  | 3 | 5  | 65  | 56 | +9  | 15 |
| 6  | Alfta GoIF         | 14 | 6  | 1 | 7  | 48  | 64 | −16 | 13 |
| 7  | IK Huge            | 14 | 2  | 1 | 11 | 49  | 89 | −40 | 5  |
| 8  | Ljusne AIK         | 14 | 1  | 0 | 13 | 46  | 86 | −40 | 2  |

Grupp B
Efter att ha flyttats ner från Allsvenskan hade AIK föryngrat sitt lag ordentligt – endast fyra spelare hade passerat 20 år. Det gav resultat och redan i säsongspremiären vann man övertygande med 10–1 mot Hagalund. Halvvägs genom serien låg Sundbyberg en poäng efter AIK som hade ledningen, men efter att ha tagit tre av fyra poäng i dubbelmötet lage emellan stod det klart att AIK skulle ta hem seriesegern och kvalplatsen. I botten placerade sig Essingen och Skuru som båda flyttades ner till division III.
| Nr | Lag              | S  | V  | O | F  | GM  | IM | MS  | P  |
| -- | ---------------- | -- | -- | - | -- | --- | -- | --- | -- |
| 1  | AIK              | 14 | 12 | 2 | 0  | 109 | 34 | +75 | 26 |
| 2  | Sundbybergs IK   | 14 | 8  | 3 | 3  | 78  | 56 | +22 | 19 |
| 3  | IK Göta          | 14 | 9  | 1 | 4  | 65  | 48 | +17 | 19 |
| 4  | Hagalunds IS     | 14 | 6  | 2 | 6  | 59  | 77 | −18 | 14 |
| 5  | Saltsjöbadens IF | 14 | 5  | 2 | 7  | 59  | 72 | −13 | 12 |
| 6  | Stocksunds IF    | 14 | 3  | 4 | 7  | 61  | 77 | −16 | 10 |
| 7  | Essinge IK       | 14 | 3  | 3 | 8  | 51  | 70 | −19 | 9  |
| 8  | Skuru IK         | 14 | 1  | 1 | 12 | 40  | 88 | −48 | 3  |

## Division II Västra
Grupp A
Inför säsongen fanns det ingen klar favorit. Det tidigare allsvenska laget Brynäs nämndes tillsammans med Almtuna, Sturehov (Örebro) och Fagersta. Vädret kom att avgöra seriespelet till Brynäs fördel då Gävle isstadion var den enda banan som kunde prestera spelduglig is. Det innebar att så många matcher som möjligt förlades på Brynäs hemmaarena där de fick möta lag som haft dåliga möjligheter till träning. Nackdelen blev att de fick ett hårt reseprogram under serien andra halva. Inledningsvis drog Brynäs iväg poängmässigt, men hade också fler spelade matcher än de andra lagen. Efter att ha tappat några poäng i mitten av serien mötte Brynäs Fagersta i seriefinal den 6 februari och vann med hela 10–1 vilket säkrade seriesegern. Sist kom Servia och Norrtälje som därför flyttades ner till division III.
| Nr | Lag          | S  | V  | O | F  | GM  | IM  | MS  | P  |
| -- | ------------ | -- | -- | - | -- | --- | --- | --- | -- |
| 1  | Brynäs IF    | 14 | 12 | 2 | 0  | 110 | 29  | +81 | 26 |
| 2  | Fagersta AIK | 14 | 10 | 0 | 4  | 83  | 56  | +27 | 20 |
| 3  | Karlskoga IF | 14 | 8  | 1 | 5  | 99  | 66  | +33 | 17 |
| 4  | Almtuna IS   | 14 | 7  | 0 | 7  | 80  | 69  | +11 | 14 |
| 5  | IFK Arboga   | 14 | 6  | 2 | 6  | 80  | 88  | −8  | 14 |
| 6  | IK Sturehov  | 14 | 4  | 1 | 9  | 50  | 81  | −31 | 9  |
| 7  | SK Servia    | 14 | 4  | 0 | 10 | 64  | 113 | −49 | 8  |
| 8  | Norrtälje IK | 14 | 1  | 2 | 11 | 37  | 101 | −64 | 4  |

Grupp B
På förhand var Gais knappa favoriter och de höll för pressen även om allt avgjordes först i sista omgången. Gais och Färjestad (Karlstad) hade båda fördelen att ha konstfrusen is på hemmaplan och kunde spela sina matcher programenligt, medan övriga lag ofta tvingades flytta sina matcher. Efter nio omgångar ledde Färjestad med tre poäng före Gais, men så tappade de fem poäng i de följande tre matcherna och Gais kunde gå om. Sifhälla och Skived placerade sig på nerflyttningsplats till division III.
| Nr | Lag           | S  | V  | O | F  | GM | IM | MS  | P  |
| -- | ------------- | -- | -- | - | -- | -- | -- | --- | -- |
| 1  | Gais HK       | 14 | 10 | 3 | 1  | 80 | 39 | +41 | 23 |
| 2  | IK Viking     | 14 | 10 | 1 | 3  | 85 | 45 | +40 | 21 |
| 3  | Färjestads BK | 14 | 9  | 2 | 3  | 76 | 37 | +39 | 20 |
| 4  | IFK Munkfors  | 14 | 9  | 1 | 4  | 68 | 42 | +26 | 19 |
| 5  | IFK Sunne     | 14 | 6  | 0 | 8  | 66 | 77 | −11 | 12 |
| 6  | Mariestads CK | 14 | 4  | 2 | 8  | 56 | 75 | −19 | 10 |
| 7  | SK Sifhälla   | 14 | 2  | 0 | 12 | 31 | 89 | −58 | 4  |
| 8  | Skiveds IF    | 14 | 1  | 1 | 12 | 34 | 92 | −58 | 3  |

## Division II Södra
Grupp A
Tranås, nu med kanadensaren Curley Leachmann som spelande tränare, vann serien för sjätte gången på tio år. Denna gång med Linköpingslaget BK Kenty som huvudkonkurrent. Nykomlingarna Nyköpings SK överraskade och tog tredjeplatsen. Lokalkonkurrenten Nyköpings AIK överraskade däremot negativt och placerade sig på nedflyttningsplats tillsammans med Västervik.
| Nr | Lag            | S  | V | O | F  | GM | IM | MS  | P  |
| -- | -------------- | -- | - | - | -- | -- | -- | --- | -- |
| 1  | Tranås AIF     | 14 | 9 | 3 | 2  | 60 | 35 | +25 | 21 |
| 2  | BK Kenty       | 14 | 7 | 4 | 3  | 73 | 47 | +26 | 18 |
| 3  | Nyköpings SK   | 14 | 7 | 3 | 4  | 63 | 45 | +18 | 17 |
| 4  | IK Sleipner    | 14 | 7 | 2 | 5  | 49 | 42 | +7  | 16 |
| 5  | IFK Norrköping | 14 | 6 | 3 | 5  | 51 | 49 | +2  | 15 |
| 6  | BK Remo        | 14 | 5 | 2 | 7  | 43 | 47 | −4  | 12 |
| 7  | Nyköpings AIK  | 14 | 3 | 2 | 9  | 49 | 67 | −18 | 8  |
| 8  | Västerviks AIS | 14 | 2 | 1 | 11 | 40 | 93 | −53 | 5  |

Grupp B
Serien hade flera förhandsfavoriter. Främst Taberg men också Troja, Malmö FF och Öster nämndes som möjliga seriesegrare. Men innan serien ens börjat drabbades Taberg av en olycka där två centrar – Kenny Booth och Lars Johansson – åkte ihop och slog i sina huvuden i varandra under träning så illa att de båda behövde föras till sjukhus. Booth kunde dock spela i premiären och Taberg visade sig kunna slå värsta konkurrenten Malmö även utan Johansson. Inför näst sista omgången hade Taberg tolv raka segrar när man förlorade hemma mot Malmö med 3–5. Det höll spänningen vid liv, men Taberg kunde trots allt avgöra mot Alvesta i sista omgången medan Malmö endast klarade oavgjort mot Vättersnäs. Alvesta och IFK Malmö placerades sig sist och flyttades ner till division III.
| Nr | Lag              | S  | V  | O | F  | GM | IM | MS  | P  |
| -- | ---------------- | -- | -- | - | -- | -- | -- | --- | -- |
| 1  | Tabergs SK       | 14 | 13 | 0 | 1  | 88 | 44 | +44 | 26 |
| 2  | Malmö FF         | 14 | 11 | 2 | 1  | 70 | 43 | +27 | 24 |
| 3  | Östers IF        | 14 | 8  | 1 | 5  | 73 | 45 | +28 | 17 |
| 4  | IF Troja         | 14 | 6  | 1 | 7  | 60 | 52 | +8  | 13 |
| 5  | Vättersnäs IF    | 14 | 4  | 1 | 9  | 58 | 81 | −23 | 9  |
| 6  | Norrahammars GIS | 14 | 4  | 1 | 9  | 41 | 76 | −35 | 9  |
| 7  | Alvesta SK       | 14 | 3  | 1 | 10 | 45 | 62 | −17 | 7  |
| 8  | IFK Malmö        | 14 | 3  | 1 | 10 | 42 | 74 | −32 | 7  |

## Kval till Division I
Kvalserierna spelades mitt under de olympiska spelen vilket framför allt Taberg förlorade på då de blev av med sin målvakt Kjell Svensson till landslaget. Resultatet av kvalserierna blev att favoriterna tog platserna till Allsvenskan. I södra gruppen gick det relativt enkelt för Brynäs och Gais liksom för AIK i den norra gruppen. Alfredshem var däremot inblandade i en mycket tuff kamp med Skellefteå IF om den andra platsen i den Division I Norra.
| Nr | Lag           | S | V | O | F | GM | IM | MS  | P |
| -- | ------------- | - | - | - | - | -- | -- | --- | - |
| 1  | AIK           | 6 | 4 | 1 | 1 | 35 | 19 | +16 | 9 |
| 2  | Alfredshem IK | 6 | 4 | 1 | 1 | 23 | 19 | +4  | 9 |
| 3  | Skellefteå IF | 6 | 3 | 0 | 3 | 28 | 27 | +1  | 6 |
| 4  | Mora IK       | 6 | 0 | 0 | 6 | 15 | 36 | −21 | 0 |

Grupp B
| Nr | Lag        | S | V | O | F | GM | IM | MS  | P |
| -- | ---------- | - | - | - | - | -- | -- | --- | - |
| 1  | Brynäs IF  | 6 | 4 | 0 | 2 | 36 | 15 | +21 | 8 |
| 2  | Gais HK    | 6 | 4 | 0 | 2 | 28 | 26 | +2  | 8 |
| 3  | Tranås AIF | 6 | 2 | 0 | 4 | 19 | 27 | −8  | 4 |
| 4  | Tabergs SK | 6 | 2 | 0 | 4 | 22 | 37 | −15 | 4 |